# فرد أنتوني
فرد أنتوني (بالإنجليزية: Fred Cash)‏ هو مغني أمريكي، ولد في 8 أكتوبر 1940 في تشاتانوغا في الولايات المتحدة.

## وصلات خارجية
- فرد أنتوني على موقع ميوزك برينز (الإنجليزية)
- فرد أنتوني على موقع ديسكوغز (الإنجليزية)